# Rejon zborowski
Rejon zborowski – były rejon obwodu tarnopolskiego Ukrainy.
Został utworzony w 1939 r., jego powierzchnia wynosiła 978 km², a ludność rejonu liczyła 47 050 osób.
Na terenie rejonu znajdowały się: 1 miejska rada, 1 osiedlowa rada i 42 silskie rady, obejmujących w sumie 90 miejscowości. Siedzibą władz rejonowych był Zborów.

## Miejscowości rejonu
- Beremowce (Беримівці)
- Białkowce (Білківці)
- Białogłowy (Білоголови)
- Białokiernica (Білокриниця)
- Blich (Бліх)
- Bogdanówka (Богданівка)
- Bzowica (Бзовиця)
- Cebrów (Цебрів)
- Cecówka (Цецівка)
- Chomy (Хомівка)
- Chrabużna (Храбузна)
- Czarny Las (Чорний Ліс)
- Czerniechów (Чернихів)
- Czystopady (Чистопади)
- Daniłowce (Данилівці)
- Ditkowce (Дітківці)
- Futory[1] (Футори)
- Gaje Roztockie (Гаї-Розтоцькі)
- Gaje za Rudą (Гаї-за-Рудою)
- Grabkowce (Грабківці)
- Harbuzów (Гарбузів)
- Hladki (Глядки)
- Hodów (Годів)
- Horodyszcze (Городище)
- Hukałowce (Гукалівці)
- Isypowce (Висипівці)
- Iwaczów (Івачів)
- Jackowce (Яцківці)
- Jankowce (Іванківці)
- Jarczowce (Ярчівці)
- Jarosławice (Ярославичі)
- Jezierna (Озерна)
- Jezierzanka (Озерянка)
- Józefówka (Йосипівка)
- Kabarowce (Кабарівці)
- Kalinówka[2] (Калинівка)
- Kalne (Кальне)
- Karczunek (Корчунок)
- Kobzarówka[3] (Кобзарівка)
- Kokutkowce (Кокутківці)
- Korszyłów (Коршилів)
- Krasna (Красна)
- Kudobińce (Кудобинці)
- Kudynowce (Кудинівці)
- Kurowce (Курівці)
- Ławrykowce (Лавриківці)
- Łopuszany (Лопушани)
- Manajów (Манаїв)
- Małaszowce (Малашівці)
- Meteniów (Метенів)
- Milno (Мильне)
- Młynowce (Млинівці)
- Moniłówka (Монилівка)
- Mszana (Мшана)
- Mszaniec (Мшанець)
- Nesterowce (Нестерівці)
- Neterpińce (Нетерпинці)
- Nosowce (Носівці)
- Nuszcze (Нище)
- Olejów (Оліїв)
- Olszanka (Вільшанка)
- Ostaszowce (Осташівці)
- Panasówka (Панасівка)
- Perepelniki (Перепельники)
- Piszczane[4] (Піщане)
- Pleszkowce (Плесківці)
- Pleśniany (Плісняни)
- Podbereźce (Підберізці)
- Podhajczyki (Підгайчики)
- Pohrebce (Погрібці)
- Presowce (Присівці)
- Ratyszcze (Ратищі)
- Reniów (Ренів)
- Rozhadów (Розгадів)
- Seredec (Серетець)
- Seredyńce (Серединці)
- Serwery (Сировари)
- Sławna (Славна)
- Trawotłoki (Травотолоки)
- Tustogłowy (Тустоголови)
- Trościaniec Wielki (Тростянець)
- Urłów (Вірлів)
- Wertełka (Вертелка)
- Wołczkowce (Вовчківці)
- Wołosówka (Волосівка)
- Worobijówka (Воробіївка)
- Zagórze (Загір'я)
- Załoźce (Залізці)
- Zarudzie (Заруддя)
- Zborów (Зборів)
- Żabin (Жабиня)
- Żukowce (Жуківці)